# Obidim
Obidim (bulgariska: Обидим) är en ort i Bulgarien.   Den ligger i kommunen Bansko och regionen Blagoevgrad, i den sydvästra delen av landet, 100 km söder om huvudstaden Sofia. Obidim ligger 1 202 meter över havet och antalet invånare är 120.
Terrängen runt Obidim är huvudsakligen kuperad, men österut är den bergig. Närmaste större samhälle är Razlog, 18,0 km nordväst om Obidim.
I omgivningarna runt Obidim växer i huvudsak blandskog. Runt Obidim är det ganska glesbefolkat, med 48 invånare per kvadratkilometer.